# Tag mitt liv och helga mig
Tag mitt liv och helga mig är en sång med text skriven 1874 av Frances Ridley Havergal, svenska texten från 1914 är skriven av Erland Richter. Sången sjungs till en melodi av Wolfgang Amadeus Mozart.

## Publicerad i
- Herde-Rösten 1892 som nr 83 under rubriken "Helgelse".
- Frälsningsarméns sångbok 1929 som nr 212 under rubriken "Helgelse - Överlåtelse och invigning".
- Musik till Frälsningsarméns sångbok 1930 som nr 212.
- Frälsningsarméns sångbok 1968 som nr 221 under rubriken "Helgelse".
- Frälsningsarméns sångbok 1990 som nr 447 under rubriken "Helgelse".
- Sångboken 1998 som nr 125.